# Молина, Хуан Мануэль
Хуан Мануэль Молина Мороте (исп. Juan Manuel Molina Morote; род. 15 марта 1979, Сьеса, Мурсия) — испанский легкоатлет, специалист по спортивной ходьбе. Выступал за сборную Испании по лёгкой атлетике в 1998—2012 годах, обладатель бронзовых медалей чемпионатов мира и Европы, победитель Кубков мира и Европы в командном зачёте, чемпион Универсиады в Измире, серебряный и бронзовый призёр Средиземноморских игр, многократный победитель и призёр первенств национального значения, участник двух летних Олимпийских игр.

## Биография
Хуан Мануэль Молина родился 15 марта 1979 года в городе Сьеса, автономное сообщество Мурсия.
Впервые заявил о себе в лёгкой атлетике на международном уровне в сезоне 1998 года, когда вошёл в состав испанской национальной сборной и выступил на юниорском мировом первенстве в Анси, где в ходьбе на 10 000 метров стал четвёртым.
В 1999 году в дисциплине 20 км занял 33-е место на Кубке мира по спортивной ходьбе в Мезидон-Канон, финишировал четвёртым на молодёжном европейском первенстве в Гётеборге.
В 2001 году на Кубке Европы в Дудинце закрыл десятку сильнейших в личном зачёте 20 км и тем самым помог своим соотечественникам стать серебряными призёрами командного зачёта. Помимо этого, одержал победу на молодёжном европейском первенстве в Амстердаме, получил серебро на Универсиаде в Пекине.
На Кубке мира 2002 года в Турине был восьмым, тогда как на чемпионате Европы в Мюнхене взял бронзу.
В 2004 году финишировал восьмым на Кубке мира в Наумбурге. Благодаря череде удачных выступлений удостоился права защищать честь страны на летних Олимпийских играх в Афинах — в программе хотьбы на 20 км с результатом 1:20:55 стал пятым.
На Кубке Европы 2005 года в Мишкольце выиграл серебряные медали в личном и командном зачётах 20 км. Кроме того, победил на Универсиаде в Измире, получил серебро на Средиземноморских играх в Альмерии и бронзу на чемпионате мира в Хельсинки.
В 2006 году на домашнем Кубке мира в Ла-Корунье пришёл к финишу шестым, став победителем командного зачёта.
На Кубке Европы 2007 года в Ройал-Лемингтон-Спа был 12-м и 3-м в личном и командном зачётах соответственно. На последовавшем чемпионате мира в Осаке занял 16-е место.
В 2008 году на Кубке мира в Чебоксарах с личным рекордом 1:19:19 стал восьмым в ходьбе на 20 км, получив серебряную награду командного зачёта. Выполнив олимпийский квалификационный норматив (1:23:00), благополучно прошёл отбор на Олимпийские игры в Пекине — на сей раз показал в дисциплине 20 км результат 1:21:25, расположившись в итоговом протоколе соревнований на 12-й строке.
После пекинской Олимпиады Молина остался действующим спортсменом на ещё один олимпийский цикл и продолжил принимать участие в крупнейших международных стартах. Так, в 2009 году на Кубке Европы в Меце он стал шестым и вторым в личном и командном зачётах 20 км соответственно. Также выиграл бронзовую медаль на Средиземноморских играх в Пескаре, занял 24-е место на чемпионате мира в Берлине.
В 2010 году на Кубке мира в Чиуауа показал 22-й результат в ходьбе на 50 км, тогда как на дистанции 20 км финишировал восьмым на домашнем чемпионате Европы в Барселоне.
В 2012 году на Кубке мира в Саранске сошёл с дистанции в 50 км и на этом завершил спортивную карьеру.
Впоследствии работал спортивным преподавателем в Католическом университете Сан-Антонио.